# 叉暗哲水蚤
叉暗哲水蚤（学名：Scottocalanus persecans）为厚殼水蚤科暗哲水蚤屬下的一个种。